# Diplosoma antarcticum
Diplosoma antarcticum är en sjöpungsart som beskrevs av Kott 1969. Diplosoma antarcticum ingår i släktet Diplosoma och familjen Didemnidae.
Artens utbredningsområde är Södra Ishavet. Inga underarter finns listade i Catalogue of Life.